# Fairey F.2
El Fairey F.2 fue un prototipo de caza británico de finales de la década de 1910. Fue el primer avión diseñado íntegramente por la Fairey Aviation Company.

## Desarrollo
El F.2 fue encargado por el Almirantazgo en 1916 como un enorme caza triplaza de largo alcance. Propulsado por dos motores Rolls-Royce Falcon de 142 kW (190 hp), era un biplano de tres vanos con un tren de aterrizaje principal de cuatro ruedas, con alas plegables hacia atrás desde un punto exterior a los motores. Su armamento consistía en una ametralladora Lewis de 7,7 mm sobre un anillo Scarff en el extremo del morro y una instalación similar inmediatamente detrás de las alas.

## Historia operacional
Construido en Harlington, el F.2 fue transportado por carretera al aeródromo de Northolt, donde realizó su primer vuelo el 17 de mayo de 1917. Sin embargo, para entonces, el interés del Almirantazgo en el proyecto había disminuido. Se observó que el caza era difícil de manejar y lento, por lo que se suspendió su producción.

## Operadores
Reino Unido
- Real Servicio Aéreo Naval

## Especificaciones
Referencia datos: The Complete Book of Fighters

### Características generales
- Tripulación: Tres
- Longitud: 12,3 m (40,5 ft)
- Envergadura: 23,5 m (77 ft)
- Altura: 4,1 m (13,5 ft)
- Superficie alar: 75,6 m² (814 ft²)
- Peso vacío: 2213 kg (4877,5 lb)
- Planta motriz: 2× motor lineal de 12 cilindros refrigerado por agua Rolls-Royce Falcon.
  - Potencia: 142 kW (196 HP; 193 CV) cada uno.
- Hélices: 1× Bipala de paso fijo por motor.

### Rendimiento
- Velocidad máxima operativa (Vno): 150 km/h (93 MPH; 81 kt) a nivel del mar
- Alcance: 3 h 30 min
- Tiempo a altitud: 6 min para 1525 m (5000 pies)

### Armamento
- Ametralladoras: 

  - 2x Lewis de 7,7 mm